# Lovaglás a 2010. évi nyári ifjúsági olimpiai játékokon
A 2010. évi nyári ifjúsági olimpiai játékokon a lovaglás versenyszámanak Szingapúrban a Singapore Turf Riding Club adott otthont augusztus 18. és 24. között. Díjugratásban rendeztek egyéni és csapat versenyszámokat.

## Naptár
| Dátum         | Kezdés időpontja | Versenyszám                   |
| ------------- | ---------------- | ----------------------------- |
| augusztus 18. | 9:30             | Díjugratás, csapat, selejtező |
| augusztus 20. | 9:30             | Díjugratás, csapat, döntő     |
| augusztus 22. | 9:30             | Díjugratás, egyéni, selejtező |
| augusztus 23. | 9:30             | Díjugratás, egyéni, döntő     |

## Éremtáblázat
(Az egyes számoszlopok legmagasabb értéke, vagy értékei vastagítással kiemelve.)
| A 2010. évi nyári ifjúsági olimpiai játékok éremtáblázata lovaglásban | A 2010. évi nyári ifjúsági olimpiai játékok éremtáblázata lovaglásban | A 2010. évi nyári ifjúsági olimpiai játékok éremtáblázata lovaglásban | A 2010. évi nyári ifjúsági olimpiai játékok éremtáblázata lovaglásban | A 2010. évi nyári ifjúsági olimpiai játékok éremtáblázata lovaglásban | Olimpia  |
| --------------------------------------------------------------------- | --------------------------------------------------------------------- | --------------------------------------------------------------------- | --------------------------------------------------------------------- | --------------------------------------------------------------------- | -------- |
|                                                                       | Ország                                                                | Arany                                                                 | Ezüst                                                                 | Bronz                                                                 | Összesen |
| 1.                                                                    | Uruguay (URU)                                                         | 1                                                                     | 0                                                                     | 0                                                                     | 1        |
| –                                                                     | Nemzetek vegyes csapatai                                              | 1                                                                     | 1                                                                     | 1                                                                     | 3        |
|                                                                       |                                                                       |                                                                       |                                                                       |                                                                       |          |
| 2.                                                                    | Kolumbia (COL)                                                        | 0                                                                     | 1                                                                     | 0                                                                     | 1        |
|                                                                       |                                                                       |                                                                       |                                                                       |                                                                       |          |
| 3.                                                                    | Szaúd-Arábia (KSA)                                                    | 0                                                                     | 0                                                                     | 1                                                                     | 1        |
|                                                                       |                                                                       |                                                                       |                                                                       |                                                                       |          |
| Összesen                                                              | Összesen                                                              | 2                                                                     | 2                                                                     | 2                                                                     | 6        |

## Érmesek
| Versenyszám               | Arany | Ezüst | Bronz |
| ------------------------- | --- | --- | --- |
| díjugratás, egyéni        | Marcelo Chirico · Uruguay (URU) | Mario Gamboa · Kolumbia (COL)                                                                                                | Dalma Rushdi H Malhas · Szaúd-Arábia (KSA)                                                                                    |
| díjugratás, vegyes csapat | Európa · Martin Fuchs (SUI) · Wojciech Dahlke (POL) · Valentina Isoardi (ITA) · Carian Scudamore (GBR) · Nicola Philippaerts (BEL) | Ausztrálázsia · Zin Man Lai (HKG) · Jake Lambert (NZL) · Zhengyang Xu (CHN) · Sultan Al Tooqi (OMA) · Thomas McDermott (AUS) | Afrika · Yara Hanssen (ZIM) · Zakaria Hamici (ALG) · Abduladim Mlitan (LIB) · Mohamed Abdalla (EGY) · Samantha McIntosh (RSA) |